# 彼女は夢で踊る
彼女は夢で踊る（かのじょはゆめでおどる、Dancing in her Dreams）は、2020年10月23日から新宿武蔵野館 ほか全国にて上映開始された日本映画。広島先行公開は2019年7月15日公開。PG12指定。

## 概要
本作は、広島先行公開され、2019年7月15日から横川シネマで、同年7月26日から福山駅前シネマモード で上映。2020年から全国順次公開。
時川英之が初監督を務めた2014年公開の映画『ラジオの恋』を東京で見た加藤雅也が、「広島で一緒に映画を作ろう」と同作主演の横山雄二（RCC中国放送アナウンサー、ラジオパーソナリティー）と時川監督に声を掛けた。
本作、ストリップ劇場「広島第一劇場」が舞台の映画『彼女は夢で踊る』の企画が持ち上がったのは2016年12月。時川英之監督、加藤雅也、横山雄二の3人で食事した際、「なにか3人で作品を残そう」という話になったことがきっかけとなる。
中国地方で唯一残った、広島県広島市・薬研堀に実在する昭和50年開館で創業44年のストリップ劇場「広島第一劇場」が舞台。これまで何度も閉館の危機を乗り越えてきたストリップ劇場として知られている。
加藤はいよいよ広島第一劇場が閉館されると聞き「この劇場を映像に残すのは映画に携わる人間としての使命」という思いから、広島で3作の映画を手がけた時川監督に映画制作を呼びかけた。
時川監督は同劇場の二代目社長や現役ストリッパーらから綿密に話を聞いて脚本を書き上げた。2017年3月に開始された撮影はオール広島市内ロケで第一劇場のステージや実在の飲食店で行われ、約1年間の編集作業を経て、流川や薬研堀など広島の街の風景も随所に出てくる昭和の香りも伝わってくる映画作品に仕上がった。
2019年5月31日、試写会が広島第一劇場で行われ、時川英之監督、主演の加藤雅也、ヒロインの岡村いずみ、企画プロデューサーの横山雄二が登壇し舞台挨拶を行った。
広島第一劇場の閉館時期は未定で、同劇場運営は「（2019年）8月いっぱいまでは出演者が決まっている」とのこと。
2019年11月23日、広島国際映画祭2019で上映。上映会場は同作メインロケ地の「広島第一劇場」での特別上映。スペシャルゲストで時川監督、加藤雅也、岡村いずみ、矢沢ようこ、横山雄二が登壇。
2020年9月、スペインのマドリード国際映画祭で審査員賞を受賞。

## ストーリー
閉館しようとする広島市に実在のストリップ劇場「広島第一劇場」を舞台に現在と過去の恋物語が交錯する儚く切なく幻想的なラブストーリー。

## キャスト
- 加藤雅也 - 主演・木下社長 役[7]
- 犬飼貴丈 - 青年時代の木下 役[7]
- 岡村いずみ - ストリッパー（ヒロイン）役[7]
- 横山雄二 - 劇場の2階に住むストリッパーのひもの金ちゃん 役
- 矢沢ようこ - ストリッパー 役
- 末武太
- 高尾六平
- 金子勝典
- 國武綾 - ストリッパー 役
- 前田多美 - ストリッパー 役
- 柿辰丸
- 松本裕見子
- さいねい龍二
- 深海哲哉
- 糸永直美
- 青野光臣
- 中島千鶴 - ストリッパー 役
- AKIHO - ストリッパー 役
- 足袋井直弘
- ゴトウイズミ
- 椎名ユキ - ナギサ 役
- 奥野てっぺい
- HIPPY
- 大義サトシ
- ファンキー堀田
- 前浩貴
- 吉崎一
- コハル
- ホノカ
- あらきあきゆき
- 田尾竜哉
- 新佛誠康
- 本多靖
- ボンバー石井

## スタッフ
- 監督・脚本・編集：時川英之
- 企画：横山雄二
- プロデューサー：時川英之 田辺裕美子
- 共同プロデューサー：棗田良成
- 協力プロデューサー：嶋田豪
- ラインプロデューサー：塚村悦郎
- 撮影：Ivan Kovac / Jeremy Rubier
- 照明：村地英樹
- 録音：清水良樹
- 音楽：佐藤礼央
- 音楽プロデューサー：鯨永知生
- デザイン：江野耕治
- 助監督：馬場弘基
- 制作：新佛誠康 金子勝典
- 衣装：清水加奈子
- ヘアメイク：大橋茉冬
- 協力：広島㐧一劇場 広島フィルム・コミッション
- 配給・宣伝：アークエンタテインメント株式会社
- 制作プロダクション：TimeRiver Pictures株式会社
- 挿入歌：「Creep」作詞・作曲 Radiohead[17] / 「恋」作詞・作曲 松山千春
- 劇中歌：「ギターも弾けない男」のら犬 足袋井直弘

## 備考
- 2019年5月31日、試写会が広島第一劇場で行われた。時川英之監督、主演の加藤雅也、ヒロインの岡村いずみ、企画プロデューサーの横山雄二が登壇し舞台挨拶を行った[12][13]。
- 2019年7月13日（12日深夜）、広島テレビ『てっぺん』に、加藤雅也、岡村いずみ、時川英之監督がインタビュー出演。インタビュアー兼永みのりにより広島第一劇場で収録されたもの。
- 2019年7月15日、中国放送 ラジオ番組『おひるーな』に、加藤雅也、時川英之監督が出演。横山雄二が飛び入り出演。
- 2019年7月24日、エフエムふくやま ラジオ番組『イブニングステーション』に時川英之監督が生電話出演。
- 2019年8月5日、FMみはら ラジオ番組『イブニングスペシャル』で時川英之監督と横山雄二のインタビューを放送。
- 2019年9月19日、中国放送 ラジオ番組『おひるーな』に前田多美が出演。